# Lenguas indoarias centroccidentales
El grupo de lenguas indo-arias centroccidentales consta de varias lenguas (y con estas un gran número de dialectos):
- Guyaratí
- Bhili
- Rayastaní
- Kandeshi
- Romaní

## Comparación léxica
Los numerales en diferentes variedades de lenguas indoarias centrorientales:
| GLOSA | Centroccidental | Centroccidental | Centroccidental   | Centroccidental  | Otras     | Otras         |
| GLOSA | PROTO- GUJARATI | PROTO- BHIL     | PROTO- RAJASTHANI | PROTO-IA CEN.OR. | Khandeshi | PROTO- ROMANÍ |
| ----- | --------------- | --------------- | ----------------- | ---------------- | --------- | ------------- |
| '1'   | *ek             | *ek             | *ek               | *ek              | yak       | *yek          |
| '2'   | *ɗʊin           | *d̪ʊini          | *ɗui              | *d̪ʊini           | doːn      | *dui          |
| '3'   | *t̪rəɳ           | *t̪iːni          | *tin              | *trini           | tiːn      | *trin         |
| '4'   | *ʧar            | *ʧyar           | *ʧyar             | *ʧyaːr           | ʦaːr      |               |
| '5'   | *pɑ̃ːʧ           | *pãːʧ           | *panʧ             | *panʧ            | paːʦ      | *panʧ         |
| '6'   | *soː            | *ʧʰəw           | *ʧʰa              | ʧʰaw             | saː       | *ʃov          |
| '7'   | *sɑːt̪           | *saːt̪           | *sat              | *saːt            | saːt      |               |
| '8'   | *ɑːʈʰ           | *aːʈʰ           | *aʈʰ              | *aːʈʰ            | aːʈʰ      |               |
| '9'   | *nəw            | *nəw            | *nəw              | *nəw             | naw       |               |
| '10'  | *dəs            | *d̪əs            | *dəs              | *dəs             | dahaː     | *deʃ          |
- Datos: Q5972888